# Iblul-Il
Iblul-Il (reinó c. 2380 a. C.), fue el más enérgico rey (Lugal) del segundo reino de Mari. Se destacó por sus extensas campañas en el valle del Éufrates en contra de la Eblaitas, y en la parte superior del Tigris contra varios oponentes, reafirmando la supremacía de la ciudad de Mari en el norte de la Siria.

## Reinado

### Campañas

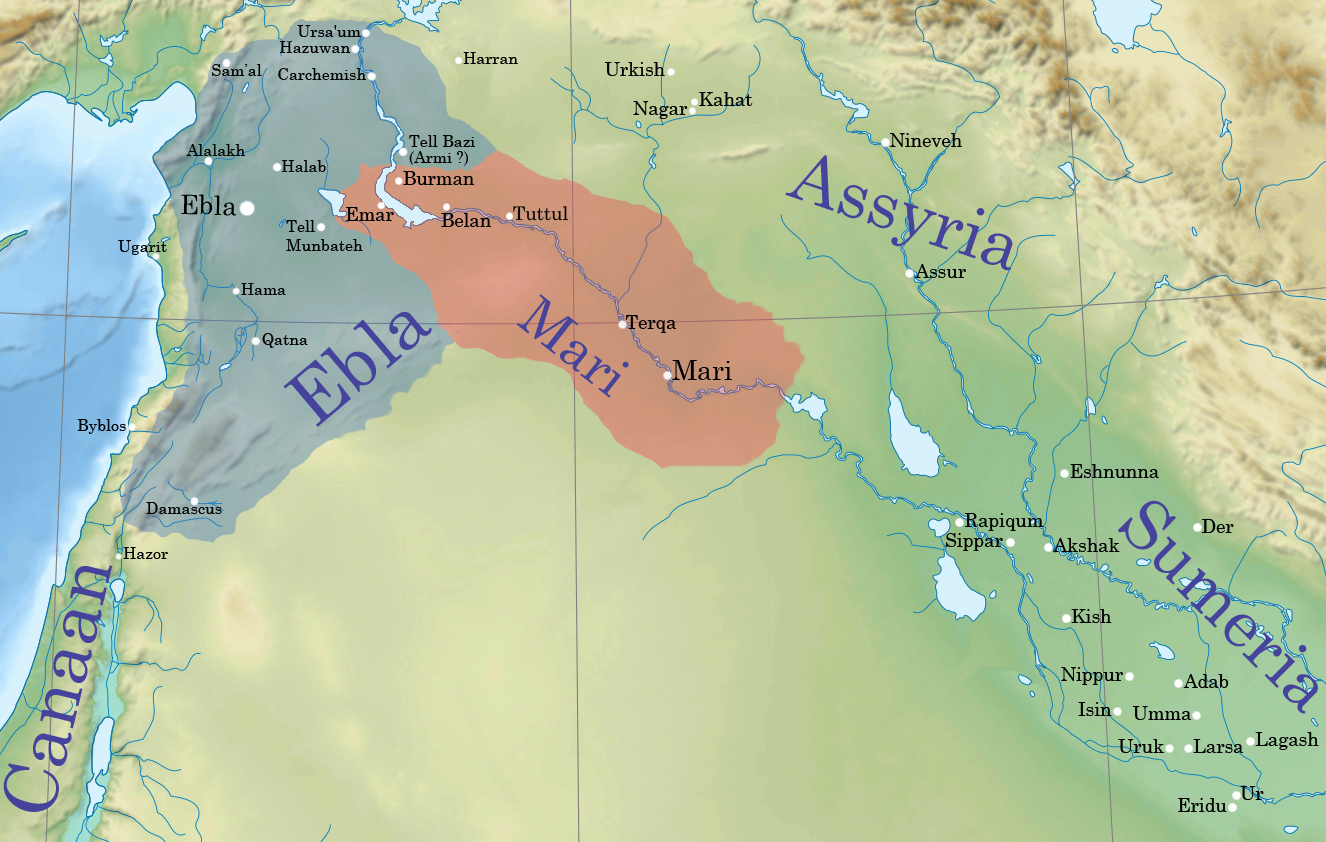
Segundo reino de Mari durante el reinado de Iblul-Il

Iblul-Il hizo amplia campaña en contra la ciudad de Ebla y sus vasallos y aliados. La ofensiva, probablemente, se debió a la creciente actitud militarismo de la ciudad de Ebla, y con el objeto de bloquear la ruta de comercio entre Kish, Nagar y Ebla. Iblul-Il fue contemporáneo del rey de Ebla: Igrish-Halam, y es mencionado en la carta de Enna-Dagan, en la campaña en el Éufrates medio que derrotó a la ciudad de Galalaneni, y en la participación en una batalla victoriosa con Abarsal en la región de Zahiran, que los destruyó Luego, Iblul-Il prosiguió la campaña en la región de Burman, en la tierra de Sugurum, donde derrotó a las ciudades de Shadab, Addalini y Arisum. Continuó su campaña contra las ciudades de Sharan y Dammium, y avanzó en Neraad y Hasuwan, recibiendo tributo de Ebla en la ciudad de Mane, y la fortaleza Khazuwan, luego continuó su marcha y conquistó la Emar.
En el valle del Tigris, Iblul-Il derrotó a las ciudades de Nahal, Nubat y Sha-da en la región de Gasur, en una batalla en la tierra de Ganane. Iblul-Il finalmente se menciona en la carta de la conquista de las ciudades Eblaitas de Barama, Aburu, Tibalat y Belan. Este rey de Mari consiguió sus objetivos y el debilitamiento de Ebla, lo cual le otorgó una gran cantidad de tributo en forma de oro y plata.

### Sucesión
Iblul-Il fue sucedido por Nizi. La carta de Enna-Dagan es extremadamente complicada de leer, por lo que las primeras lecturas veían al autor como un general de Ebla que derrotado y depuesto por Iblul-Il. Sin embargo, las nuevas lecturas han ubicado a Enna-Dagan como rey de Mari, y en los archivos de Ebla se cuenta que Enna-Dagan recibió regalos de Ebla como un príncipe de Mari, durante los reinados de sus predecesores.

## Citations
1. ↑  Pelio Fronzaroli (2003). Semitic and Assyriological Studies: Presented to Pelio Fronzaroli by Pupils and Colleagues (en italiano). p. 556.
2. ↑  William J. Hamblin (2006). Warfare in the Ancient Near East to 1600 BC. p. 242.
3. ↑  Ebla: a revelation in archeology. 1979. p. 173.
4. ↑  Proceedings of the XLV Rencontre Assyriologique Internationale: Historiography in the Cuneiform World, Part 1. 2001. p. 1.
5. ↑  Monuments of War, War of Monuments: Some Considerations on Commemorating War in the Third Millennium BC. Orientalia Vol.76/4. Davide Nadali. 2007. p. 350. Consultado el 24 de abril de 2015.
6. 1 2 3 4 5  Mario Liverani (2013). The Ancient Near East: History, Society and Economy. p. 119.
7. ↑  «Alfonso Archi and Maria Giovanna Biga, In Search of Armi, Journal of Cuneiform Studies Vol. 63, pp. 5-34». The American Schools of Oriental Research. 2011. Consultado el 17 de diciembre de 2014.
8. ↑  Edgar Peltenberg (2003). Euphrates River Valley Settlement: The Carchemish Sector in the Third Millennium BC. p. 118.
9. ↑  Joan Aruz,Ronald Wallenfels (2003). Art of the First Cities: The Third Millennium B.C. p. 462.
10. ↑  Martha A. Morrison; David I. Owen (1987). General Studies and Excavations at Nuzi 9/1. p. 13.
11. ↑  Lluís Feliu (2003). The God Dagan in Bronze Age Syria. p. 23.
12. ↑  P.M. Michèle Daviau; Michael Weigl; John W. Wevers (2001). The World of the Aramaeans: Studies in Honour of Paul-Eugène Dion, Volume 1. p. 233.
13. ↑  Douglas Frayne (2008). Pre-Sargonic Period: Early Periods, Volume 1 (2700-2350 BC). p. 815.
14. ↑  General Studies and Excavations at Nuzi 9/1. 1987. p. 12.
15. ↑  Victor Harold Matthews, Don C. Benjamin (2006). Old Testament Parallels: Laws and Stories from the Ancient Near East. p. 261.
16. ↑  Douglas Frayne (2008). Pre-Sargonic Period: Early Periods, Volume 1 (2700-2350 BC). p. 778.
17. ↑  Douglas Frayne (2008). Pre-Sargonic Period: Early Periods, Volume 1 (2700-2350 BC). p. 817.

- Datos: Q4202987